# Реблошон
Реблошон (фр. reblochon), або Реблошон де Савуа (фр. reblochon de Savoie) — французький м'який сир з непастеризованого коров'ячого молока з французької області Савоя, що лежить біля підніжжя Альп. У 1958 році отримав споконвічно контрольовану назву (AOC).

## Історія
Спочатку реблошон почали виробляти в долинах Тон і Арлі. Назва сиру походить від французького дієслова reblocher, що означає «повторно доїти корову». Існує легенда, за якою в XIV селяни платили податок в залежності від кількості надоєного молока, і, щоб зменшити розмір данини, не додоювали корів у присутності збирачів податку, а після їх відходу доїли корів повторно. З цього молока, яке було досить жирним, селяни робили чудовий сир.

## Виготовлення
Для виготовлення реблошон використовується сире молоко від корів трьох порід: абонданс, тарантез і монбельярдської.
Виготовляється у формі кола діаметром 14 см, заввишки 3–4 см. Маса становить у середньому 450 г. Існує зменшений варіант реблошон у формі кола діаметром 9 см і масою 240–280 г. Технологія виробництва включає в себе створожування молока, подрібнення маси, викладання її у форми, пресування, промивання сирної шайби в розсолі і дозрівання протягом 2—4 тижнів.

## Характеристика
Реблошон — м'який сир з так званою «промитою скоринкою», так як після пресування його промивають у розсолі. Дозрілий сир має помаранчеву скоринку з тонким білим нальотом і м'яке, пружне, маслянисте сирне тісто. Смак насичений, з фруктовими і горіховими нотками. Зрілий реблошон має дуже інтенсивний запах.

## Традиції
У французькому селі Ла-Клюза (фр. La Clusaz) щорічно проводиться фестиваль реблошона. В ході свята сир варять у великому мідному казані і дегустують на місці.